# Portland Power 1996-1997
La stagione 1996-97 delle Portland Power fu la 1ª nella ABL per la franchigia.
Le Portland Power arrivarono quarte nella Western Conference con un record di 14-26, non qualificandosi per i play-off.

## Roster
| N° | Naz.                   | Ruolo | Sportivo           | Anno | Alt. | Peso |
| -- | ---------------------- | ----- | ------------------ | ---- | ---- | ---- |
|    | Stati Uniti (bandiera) | G     | Markita Aldridge   | 1973 | 180  | 69   |
|    | Stati Uniti (bandiera) | A     | Stacey Ford        | 1969 | 188  | 84   |
|    | Stati Uniti (bandiera) | C     | Sheila Frost       | 1966 | 193  | 83   |
|    | Stati Uniti (bandiera) | A     | Lisa Harrison      | 1971 | 185  | 74   |
|    | Stati Uniti (bandiera) | G     | Jennifer Jacoby    | 1973 | 173  | 59   |
|    | Svezia (bandiera)      | A     | Tanja Kostić       | 1972 | 185  | 74   |
|    | Stati Uniti (bandiera) | G     | Michelle Marciniak | 1973 | 178  | 70   |
|    | Stati Uniti (bandiera) | G     | Tonya Sampson      | 1972 | 178  |      |
|    | Stati Uniti (bandiera) | GA    | Katy Steding       | 1967 | 183  | 78   |
|    | Stati Uniti (bandiera) | G     | Coquese Washington | 1971 | 167  | 63   |
|    | Stati Uniti (bandiera) | AC    | Natalie Williams   | 1970 | 188  | 95   |
|    | Stati Uniti (bandiera) | G     | Falisha Wright     | 1973 | 167  | 59   |

## Staff tecnico
- Allenatori: Greg Bruce (5-17), Lin Dunn (9-9)